# Läseböcker för Sveriges barndomsskolor
Läseböcker för Sveriges barndomsskolor var samlingsnamnet för en serie läroböcker som utkom på Albert Bonniers förlag med början år 1906. De kallades även Nya läseboken.

## Bakgrund
I Sverige var länge den dominerande läroboken Läsebok för folkskolan, som var den officiella "statens läsebok". Den utkom första gången 1868 på Norstedts förlag. På 1890-talet blev kritiken mot boken, speciellt i folkskollärarkretsar, allt starkare. Till sist tillsatte Sveriges allmänna folkskollärareförenings centralstyrelse 1901 en kommitté, som bestod av Alfred Dalin, Fridtjuv Berg och Jöns Franzén, vilka skulle förbereda utgivningen av en ny läsebok. Samma år inbjöd Dalin Selma Lagerlöf att i samverkan med kommittén utarbeta en ny läsebok. Som gammal lärarinna tilltalades Lagerlöf av idén, men hon ville inte medverka till ytterligare en "mosaikbok", skrev hon till Dalin. Med mosaikbok avsågs Folkskolans läsebok, som var en antologi med tämligen disparata texter. Lagerlöf skrev istället Nils Holgerssons underbara resa genom Sverige. Den blev inledningen till de framgångsrika läroböcker av enskilda författare som skulle följa.

## Ingående delar

### Läseböcker för Sveriges barndomsskolor, utgivna av Alfr. Dalin och Fridtjuv Berg
1. Lagerlöf, Selma (1906-1907). Nils Holgerssons underbara resa genom Sverige. Läseböcker för Sveriges barndomsskolor, 99-0345047-8 ; 1. Stockholm: Bonnier. Libris 8204895 - Boken utkom i nya upplagor 1907-08, 1909, 1910, 1911, 1912-13, 1914, 1916-17, 1917-18, 1918-19, 1919-20, 1920-21, 1920-23, 1921-24, 1923-27, 1924-29, 1926-31, 1928-33, 1929, 1931, 1934, 1938, 1941-42, 1945-46, 1947-48, 1949-50, 1952, 1953 och 1973. - Total upplaga fram till 1959: Volym 1: 559000 och volym 2: 505000. Fram till 1956 för den förkortade upplagan: 96000.
2. Svensk vers: psalmer, sånger och visor. Läseböcker för Sveriges barndomsskolor, 99-0345047-8 ; 2. Stockholm: Bonnier. 1908. Libris 2171139. https://runeberg.org/svversdal/ - Valda och sammanställda av Alfred Dalin. Total upplaga fram till 1948: 150000.
3. Heidenstam, Verner von (1908-1910). Svenskarna och deras hövdingar: berättelser för unga och gamla. Läseböcker för Sveriges barndomsskolor, 99-0345047-8 ; 3. Stockholm: Bonnier. Libris 8212170 - Total upplaga fram till 1955: Volym 1: 235000 och volym 2: 210000.
4. Roos, Anna Maria; Ellström, Brita (1912). Hem och hembygd. 1:a skolåret, Sörgården. Stockholm: Bonnier. Libris 2177066  - Total upplaga fram till 1936: 1000000 och för den omarbetade upplagan fram till 1946: 225000.
5. Roos, Anna Maria; Uddén, Ingeborg (1912). Hem och hembygd. 2:a skolåret, I Önnemo. Stockholm: Bonnier. Libris 2177067 - Total upplaga fram till 1935: 825000 och för den omarbetade upplagan fram till 1946: 225000.

### Läseböcker för Sveriges ungdomsskolor, utgivna av Alfr. Dalin och Fridtjuv Berg
1. Hedin, Sven (1911). Från pol till pol. Läseböcker för Sveriges ungdomsskolor, 99-3030751-6 ; 1. Stockholm: Bonnier. Libris 1991083 - Total upplaga för volym 1 fram till 1936: 110000 och fram till 1933 för volym 2: 100000.

Böckerna har utkommit i nya utgåvor utöver skolupplagorna och bearbetats för film och teater samt blivit tecknade serier. Nils Holgersson har översatts till ett fyrtiotal språk och Från pol till pol och Svenskarna och deras hövdingar till danska, engelska, finska och tyska. 